# Aramón Panticosa
 (décembre 2024).
Si vous disposez d'ouvrages ou d'articles de référence ou si vous connaissez des sites web de qualité traitant du thème abordé ici, merci de compléter l'article en donnant les références utiles à sa vérifiabilité et en les liant à la section « Notes et références ».
Aramón Panticosa, ou Panticosa - Los Lagos, est une station de sports d'hiver des Pyrénées espagnoles située sur le territoire de la commune de Panticosa dans la province de Huesca (Communauté autonome d'Aragon).
La station fait partie du groupe Aramón.

## Géographie
La station est située dans la vallée de Tena, comme celle de Formigal.
Les pistes de la station permettent aussi d'accéder à la vallée de Sabocos à 2 200 m pour son altitude maximale.

## Histoire
Elle a été fondée [Quand ?]

## Infrastructures
Elle offre les services habituels d'une station de ski : remontées mécaniques, infirmerie, école de ski, location de matériels, restauration, etc. 

## Voies d'accès

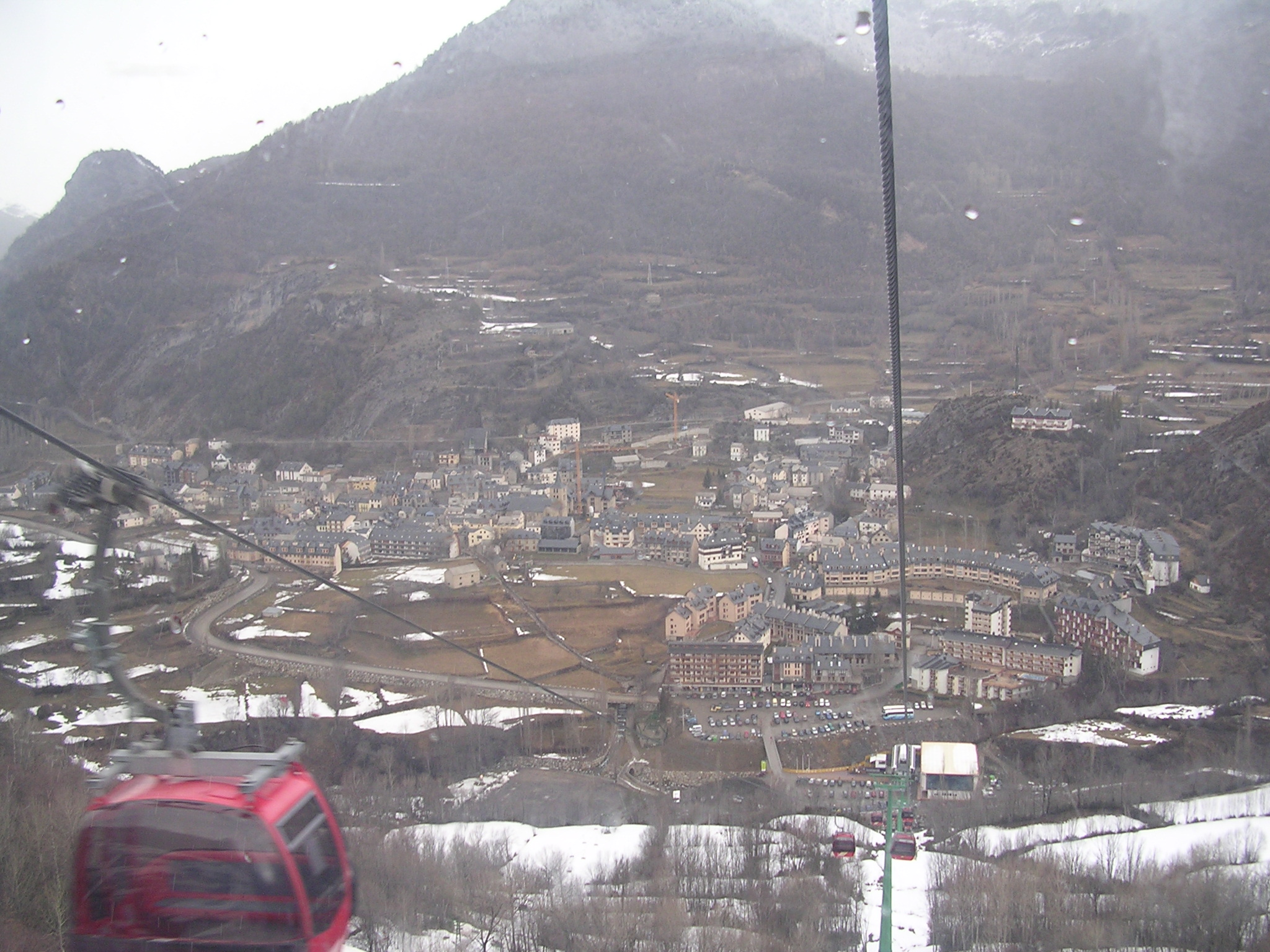
Accès par télécabine depuis Panticosa.

On y accède depuis la commune de Panticosa en contrebas par une télécabine de 8 places fonctionnant toute l'année.